# Rhamphomyia dudai
Rhamphomyia dudai är en tvåvingeart som beskrevs av Oldenberg 1927. Rhamphomyia dudai ingår i släktet Rhamphomyia och familjen dansflugor. Arten är reproducerande i Sverige. Inga underarter finns listade i Catalogue of Life.